# トワイライトガンスモーク
『トワイライトガンスモーク』は、小太刀右京／チーム・バレルロールが製作したサイバーパンクRPG。
2014年1月にエンターブレイン（KADOKAWA）から出版された。
『アルシャードセイヴァーRPG』や『メタリックガーディアンRPG』などと同じスタンダードRPGシステムを使用したRPGであり、
同システムを開発したF.E.A.R.社の協力を得て制作された。

## 概要
荒廃した未来世界で、世界を支配する大企業を相手に危険な仕事を行なうサイバーパンクRPG。
全身義体となったポストヒューマン、遺伝子改造を受けたバイオモンスター、電脳処置を受けて操縦される歩行戦車、
ウィルスによって変異したゾンビなどを相手に、パンクとしての誇りを守るために戦うことになる。

## 世界設定
『トワイライトガンスモーク』の世界は滅亡の危機に瀕している。
かつて終末戦争と呼ばれた戦いで、時空振動弾と呼ばれる超兵器が乱用された。
地球は砕けてばらばらになるかと思われたが、作動したナノマシンシステム「デイブレイク」によってかろうじてつなぎ止められた。
だが世界政府の発表によれば、「この地球は、あと七年で滅亡する」といわれている。
メガ・コーポレーション幹部などの富裕層は、巨大宇宙船に自分たちの意識を移して、地球を脱出することを考えている。
金のないものの多くは、七年間でメガ・コーポレーションの社員として貢献して、自分たちも巨大宇宙船に乗れることを目指している。
プレイヤーキャラクターはナノマシンシステム「デイブレイク」によって身体が強化され、超常的な力を振るうことができる人物となる。
これをデイブレイカーと呼ぶ。
ただし、デイブレイカーは法律的にプログラムとして扱われ、人権を持たない。
もし誰かがデイブレイカーを殺害しても、それが違法行為として罪に問われることはない。

## システム

### キャラクターメイキング
プレイヤーキャラクターの作成はクラス制となっている。用意されたクラスの中から三つまでを選択することでキャラクターは作成される。
ただし、初期から一定の経験点が追加で渡され、ある程度成長したプレイヤーキャラクターでゲームを開始できるのが『トワイライトガンスモーク』の特徴になっている。
すべての経験点をクラスのレベル上昇に使った場合、キャラクターは初期で7レベルとなる。
クラスごとに専用の特技といわれる特殊能力が取得できる。特技はそのクラスのレベルを上昇させることによって追加取得が可能である。

### 行為判定
行為判定は上方判定に属する。使用されるランダマイザーは六面体ダイス二つ（以後2D6と表記）である。
「2D6＋能力値」で得た数値が行為判定の目標値以上ならば判定は成功とみなされる。
2D6で出た出目が12ならばクリティカル、2ならばファンブルとなる。
クリティカルとファンブルが発生する出目の条件は、特技などによって変化する。

### OVD（オーヴァドライブ）
すべてのデイブレイカーはキャラクタークラスに応じたOVDと呼ばれる強力な力を持つ。
これは『トーキョーN◎VA』の神業や、『ブレイド・オブ・アルカナ』の奇跡などと同様、セッション中の膠着状況を打破する切り札として機能する。
デイブレイカーが初期状態で保有するOVDは3つである。
基本的にプレイヤーキャラクターだけが持つ能力だが、一部のNPCも同じ力を有する。OVDの名称は四字熟語かそれに近い造語となっている。

### 情報収集チャート
情報収集のための行為判定を行なう場合、その直前に情報収集チャートを参照（ROC）してイベントが発生する。
情報収集の方法（カテゴリ）によって使用されるチャートは異なる。
チャートによるイベントによって『トワイライトガンスモーク』の世界設定が表現されている。
例えばストリートのイベントであれば、チンピラに襲撃されたり、悪徳警官に賄賂を要求されたり、昔の恋人と出会ったりすることがある。

## キャラクタークラスとOVD
各クラスの持つOVDについては、クラス名の後ろに括弧で示した。
- サムライ（時間墓標：ハイペリオン） - 刀も含めた白兵武器の扱いに特化したクラス。超人的な技術があれば白兵武器が火器に劣ることはない。
- スイーパー（鋼化結線：ハードワイヤード） - 拳銃の扱いに特化したクラス。超人的な技術があれば拳銃がアサルトライフルなどに劣ることはない。
- スペシャルフォース（守護天使：イノセンス） - 群などの特殊部隊で戦闘訓練を受けたことを表すクラス。
- ターミネーター（硝煙弾雨：リベリオン） - タフな身体で携行ミサイルなどの大型兵器を扱うクラス。
- ニンジャ（金剛大日：ブッダパニッシュ） - 超人的な体術と忍法で活動するクラス。
- ハッカー（電脳無辺：ウィンターミュート） - サイバーデッキを操りハッキングを行なうスペシャリストであることを表すクラス。
- フィクサー（光輝王城：アヴァロン） - 資金と交渉力でさまざまな物資を調達するクラス。支援能力に優れる。
- ネクロソーマ（生屍超越：ボーンシェイカー） - ゾンビウィルスに感染しながら奇跡的に自我を保った者を表すクラス。
- バーバリアン（報仇雪恨：ナイトセイバー） - 身体をまったくサイバー化していないことを表すクラス。
- フルボーグ（因果歪曲：メビウスクライン） - 脳以外の全身をサイバーウェアに置き換えた全身義体となっていることを表すクラス。
- メルカバ（鉄騎疾走：メタルウルフ） - 全高4m程度の市街地用人型ロボット（歩行戦車）を操縦するクラス。
- ソルジャー（時間墓標：ハイペリオン） - 『サイレント・デイ』にて追加。射撃武器と爆発物の扱いに特化したクラス。
- サイキッカー（必殺冥路：ワールウィンド） - 『サイレント・デイ』にて追加。超能力に覚醒した者を表すクラス。